# Love Me Back
Love Me Back är en musiksingel från den turkiska sångaren Can Bonomo och som representerade Turkiet i Eurovision Song Contest 2012. Låten är skriven av Bonomo själv tillsammans med producenten Can Saban. Låten presenterades den 22 februari 2012. Den officiella musikvideon hade premiär den 15 mars. Låten framfördes i den andra semifinalen den 24 maj. Därifrån tog sig bidraget vidare till finalen som hölls den 26 maj. Turkiet var det sista landet som lästes upp av de tio som kvalificerade sig från den andra semifinalen. I finalen hamnade bidraget på 7:e plats med 122 poäng. Det hade haft startnummer 18 och kom därmed efter Sveriges vinnande bidrag "Euphoria" som framförts av Loreen.

## Versioner
1. "Love Me Back" – 3:01[7]
2. "Love Me Back" (karaokeversion) – 3:02[8]